# Mike Bailey
Michael James Bailey, noto come Mike Bailey (Bristol, 6 aprile 1988), è un attore britannico.
Ha recitato nella prima e nella seconda stagione della serie televisiva britannica Skins, nel ruolo di Sid Jenkins, un diciassettenne impacciato e goffo. Mike Bailey ha studiato al college di Bristol "Performing Arts".Nell'episodio finale della prima stagione di Skins lui canta una sua versione di “Wild World” di Cat Stevens. Bailey, come la maggior parte del cast principale della prima generazione non torna a recitare nelle successive .
Ha una sorella maggiore che si chiama Claire Louise. Il 27 giugno 2015 si è sposato e alcune sue co-star di Skins hanno partecipato al matrimonio.

## Filmografia

### Cinema
- We are the freaks, regia di Justin Edgar (2013)

### Televisione
- Skins - serie TV, presente nella stagione 1 e nella stagione 2,(2007-2009)
- 1066 - serie TV, episodio 1x01 (2009)
- Hers and history - web serie (2016-)